# Notepad++
Notepad++是自由軟體的純文字編輯器，由台灣人侯今吾基于同是開放原始碼的Scintilla文本编辑组件並獨力研發，整項项目起初托管于SourceForge.net，截至2011年已下載超過2700萬次，并两度获得SourceForge社群選擇獎——最佳開發工具。2010年6月托管于TuxFamily，现由GitHub托管。
該軟體以GPL發佈，有完整的中文介面及支援多國語言撰寫的功能（採用UTF-8编码）。它的功能比Windows的記事本（Notepad）豐富，除了可用來製作一般純文字文件，也十分適合用作撰寫電腦程式的編輯器。由6.2.3版本起，Notepad++的文件預設文字格式由ANSI改為除去BOM的UTF8（UTF8 without BOM）。Notepad++不僅有語法醒目提示，也有語法摺疊功能，並支援巨集以及擴充基本功能的外掛模組。

## 主要功能
- 編輯：所見即所得、偵測檔案狀態、支援以規律表達式搜尋和取代文字、多視窗同步編輯、字詞自動完成功能、多檔案多專案搜尋取代文字
- 顯示：程序語言高亮、書籤定位、括號高亮及縮排提示
- 進階功能：巨集、編碼轉換、行操作、剪貼簿記錄、自訂備份位置、外掛模組、編輯快捷鍵、命令行操作
- 語法醒目提示（可於圖形用者界面調整）及語法摺疊功能，支援的程序語言如下：

| ActionScript | Ada       | asp         | Assembly     | autoIt     | bash | Batch      | C                  | C++             | C#       |         |
| Caml         | CMakeFile | Cobol       | CoffeeScript | CSS        | D    | diff       | Flash ActionScript | Fortran         | Gui4CLI  | Haskell |
| HTML         | ini file  | Inno Setup  | Java         | Javascript | JSP  | KiXtart    | LISP               | Lua             | Makefile |         |
| Matlab       | NSIS      | Objective-C | Pascal       | Perl       | PHP  | PowerShell | Postscript         | Properties file | Python   |         |
| R            | Ruby      | Verilog     | VHDL         |            |      |            |                    |                 |          |         |

## 政治立场与争议
2008年，Notepad++在主页發起「抵制奥运」，抗議中華人民共和國政府在西藏的鎮壓行動。托管了Notepad++的软件开发平台SourceForge随后遭中國大陸封鎖。

Notepad++ 6.7.4版本于查理周刊总部枪击案後2015年1月7日釋出，安裝後首次開啟會出現以下內容：
Freedom of expression is like the air we breathe, we don't feel it, until people take it away from us.
For this reason, Je suis Charlie, not because I endorse everything they published, but because I cherish the right to speak out freely without risk even when it offends others. And no, you cannot just take someone's life for whatever he/she expressed.
Hence this "Je suis Charlie" edition.
中譯 : 
言論自由就像空氣，我們感覺不到它，除非有人將它從我們身邊奪去。
這就是為甚麼我是查理（Je suis Charlie），不是因為我贊同他們（查理週刊）所有的發行，而是因為我珍惜即使言論冒犯他人或褻瀆神明都應有暢所欲言、沒有風險的權利。沒有人有權因他人言論而取走其生命。

僅此推出Notepad++「我是查理」（Je suis Charlie）版。
软件官网随即遭黑客组织Fallaga攻击。
2019年10月29日，在Notepad++ 7.8.1版的发行通告中，该版本名为“Free Uyghur Edition”。作者稱據信有數十萬維吾爾族人在新疆再教育營中遭受“政治灌輸和折磨”，認爲維吾爾族人“血統與中國人沒有連結，僅是居於中國境内”，并指稱“中國（大陸）政府沒有保障維吾爾族的自治”。作者呼籲“采取行動幫助維吾爾族人”從而施壓中國（大陸）政府使其停止對維吾爾族人的“迫害和罪行”。此後，許多来自中国大陆的用户在Notepad++的GitHub储存库的问题（issue）追踪页發表大量言論表達反對立場與不滿情緒，甚者肆意辱駡及灌水，認爲作者的偏信偏頗致其言論不符合事實，不認同其政治表態。Notepad++官网遭DDOS攻击，之后通过Cloudflare的防DDOS功能得以恢复正常。
2020年7月16日，在Notepad++ 7.8.9版的發行公告中，該版本名為“Stand with Hong Kong Edition”。作者称“從2019年6月開始，大批香港人上街抗爭，守護香港的自由和自治”。2020年6月30日中華人民共和國通過港區國安法，作者声称“根據港區國安法，任何外國人只要發表支持香港的言論，都有可能觸犯法例”，并認為“他們的言論自由不應受中國（大陸）政府限制”。
2022年2月4日2022年冬季奥林匹克运动会开幕当天，Notepad++發行8.3版，将该版命名为“Boycott Beijing 2022”，作者在公告中表達對北京冬奧會的失望，指出中國大陸政府對維吾爾族和香港人權的侵犯，並呼籲公眾通過不觀看比賽來表達不滿。
2022年2月27日俄羅斯宣佈向烏克蘭發動戰爭後三天，Notepad++發行8.3.2版，将该版命名为“Declare variables, not war”。在公告中，作者譴責此次入侵，呼籲俄羅斯民眾反對戰爭，並鼓勵人們透過向烏克蘭捐款和簽署請願等方式提供支持，表達對乌克兰和平的期望。
2023年1月31日，在Notepad++ 8.4.9版的发行公告中，作者表示其于2023年1月25日在Twitter上所说的“Notepad++剛剛啟用一項新功能：如果你不同意它的政治觀點，它就向你的代码中添加随机字符”是一句玩笑，并说：“但很明显，并不是每个人都足够聪明，可以明白这是一句玩笑”，并指Notepad++在GitHub上的專案再次受到破壞。
2024年6月4日，Notepad++发布8.6.8版“Support Taiwan's Sovereignty”，在该版本的发行公告中，作者以巴勒斯坦独立建国为例，明确表示支持台湾主权，并在文中讲述了台湾目前面临的外交困境。2024年7月14日，Notepad++发布了8.6.9版本“支持台灣獨立（Support Taiwan's Independence）”，在此版本的发行公告中，作者声明支持台湾独立。此举是对中国大陆近期出台的关于台湾独立的惩罚性法规的回应，该法规规定对支持台湾独立者可能判处死刑并追责终身。2024年9月17日，Notepad++发布了8.7版“支持台灣重返聯合國（Support Taiwan's return to the UN）”，在此版本的发行公告中，作者声明支持臺灣以正當方式重返聯合國，呼籲國際社會支持台灣主權，以防止其在中國大陸「國家復興」議程下的孤立和侵害。
2024年11月27日，Notepad++发布了版本8.7.2，名为“in a world of Elon, be a Zelensky”，表达了对Elon Musk支持特朗普的反感，宣布停止使用Musk的X平台，转向Bluesky。
2024年11月31日，Notepad++发布了版本8.7.3，名为“leaving X for Bluesky”，作者表达了因无法从X平台成功下载数据而决定彻底退出，并批评Musk虚伪宣传言论自由，称X平台对用户的政治立场不公平。

## 恶意版本
2024年3月，卡巴斯基實驗室安全研究人员发现，有公司在百度搜索进行付费推广，针对Mac和Linux用户投放加入远程控制后门的“Notepad--”软件（Notepad++的一个开源分支）。

## 外部連結
- 官方网站
- PortableApps.com上的便携版本